# Aristolochia samarensis
Aristolochia samarensis är en piprankeväxtart som beskrevs av Elmer Drew Merrill. Aristolochia samarensis ingår i släktet piprankor, och familjen piprankeväxter. Inga underarter finns listade i Catalogue of Life.